# Agathothoma finalis
Agathothoma finalis је пуж из реда Neogastropoda. 

## Угроженост
Подаци о распрострањености ове врсте су недовољни.

## Распрострањење
Ареал врсте је ограничен на острва Сао Томе и Принсипе. 